# Pretola
Pretola is een plaats (frazione) in de Italiaanse gemeente Perugia.